# عبد الكريم النحلاوي
عبد الكريم النحلاوي (ولد 1926، دمشق)، هو عسكري سوري، قائد ومخطط الانقلاب العسكري في 1961 الذي أدى إلى انفصال سوريا عن مصر في الوحدة التي نشأت بين القطرين تحت اسم الجمهورية العربية المتحدة. وقام في 28 مارس 1962، بانقلاب عسكري آخر، بقيادته الشخصية هذه المرَّة. قام بحل البرلمان وإقالة حكومة معروف الدواليبي. وقد وقع انقلاب عسكري على «النحلاوي» في مارس 1963. أُبعد العقيد عبد الكريم النحلاوي بعد الانقلاب الأخير بيومين وغادر البلاد بعد اجتماع عقده في حمص مجموعةٌ من الضبَّاط العسكريين الاشتراكيين والقوميين برئاسة أمين الحافظ. غادر البلاد إلى سويسرا ومنها إلى بون، وبقي في ألمانيا إلى أن قرر العودة إلى سورية، ثم أُبعد مرَّة أخرى إلى ألمانيا بقرار من رئيس الأركان اللواء نامق كمال تجنبًا لإثارة البلبلة في صفوف الجيش الذي شهد في وقت حضور النحلاوي عصيانًا في قطعة قطنا، استهدفت الإطاحة بالفريق عبد الكريم زهر الدين الذي أزاح الكثيرَ من الضبَّاط وسرَّحهم من الخدمة أو أبعدهم إلى مناصبَ في وزارة الخارجية.
في عهد الوحدة، عمل المقدَّم النحلاوي نائبًا لمدير إدارة شؤون الضبَّاط في الجيش الأول، برئاسة العميد أحمد علوي، أحد أصفياء المشير عبد الحكيم عامر، وهو المنصب الهام الذي سمح للنحلاوي بالتحكُّم في تنقلات الضبَّاط مع كسبه ثقة المشير عامر. تحلَّى النحلاوي بالكتمان، وأظهر كل آيات الولاء والطاعة لقائده عامر، الذي كان يبادله محبة واصطفاء.
شهد صيف 1961، ولا سيما بعد صدور قرارات التأميم، تحركات حثيثة للتآمر على الوحدة، حتى أن هاني الهندي قطب حركة القوميين العرب أتى لعبد الحميد السرَّاج بقائمة من 37 ضابطًا يتآمرون للانقلاب، وعلى رأسهم النحلاوي. أوصل السرَّاج القائمة إلى عبد الناصر الذي سارع بسؤال عامر عن كاتم أسراره السوري النحلاوي، فما كان من عامر إلا أن دافع عنه بشدَّة متهمًا السرَّاج بأنه يستهدف «رجاله» وأنها دسيسة لا تستحقُّ مجرَّد الالتفات إليها. وبدأ التحضير لانقلاب الانفصال منذ أوائل الربيع، وبسببه قام ملك الأردن حسين بن طلال بالاعتذار العلني إلى عبد الناصر في مارس (آذار) 1961 عمَّا سلف، حتى يبعد أنظار الأخير عنه، في حين هو منهمك في العمل على إنهاء الوحدة عبر صلة خاله الشريف ناصر مع حيدر الكزبري قائد سلاح الهجانة السوري.

## ولادته ونشأته
وُلد عبد الكريم النحلاوي في دمشق عام 1926 في عائلة متوسطة الحال من الأحياء القديمة في دمشق، نشأ وشب في حي قبر عاتكة، ودرس في المدارس الحكومة الابتدائية والثانوية وتخرج منها عام 1948، كان ينوي دراسة الطب وتحول إلى الكلية الحربية بسبب الظروف التي حدثت في ذلك الوقت بحرب فلسطين ونشأة دولة إسرائيل لذلك قرر ينتسب إلى الكلية الحربية من أجل أن المساهمة في حرب فلسطين. تخرج نالكلية الحربية عام 1950 برتبة ملازم ثاني، ثم تدرج في المناصب حتى رتبة عقيد أركان حرب.

## الانقلاب الانفصالي
قام عبد الكريم النحلاوي بالانقلاب بالتعاون مع موفق عصاصة وحيدر الكزبري. توجه النحلاوي بفرقة دبابات إلى مقر المشير عامر لإبلاغه بطلبات الضباط الانقلابيين التي لم تتضمن الانفصال بل تلخصت بإبعاد سيطرة بعض الضباط المصريين عن فرق الجيش السوري. حسب النحلاوي في شهادته لبرنامج شاهد على العصر، وافق المشير في بداية الأمر على المطالب وتمت صياغة بيان يمهد لعودة الضباط إلى ثكناتهم وتسليم السلطة مجدداً لعبد الناصر، ولكن المشير عامر ماطل في إصدار البيان بغية كسب الوقت نظراً لإرسال قوات عسكرية مصرية لحسم الموقف، وهو ما أفشل محاولات الصلح وخاصة بعد الهجوم المستمر من إذاعة صوت العرب على الانقلابيين.
العجيب أن انقلاب الانفصال تم على يد 37 ضابط فقط مما يبين هزالة الأوضاع في الإقليم عشيته وهشاشتها الصارخة. بل ورغم معرفة السراج الاستباقية بما هو قادم وتحذيره منه.
كانت هناك تأييد للانفصال من جانب الأردن والسعودية، فعندما خلع الملك سعود على يد أخيه الملك فيصل ذهب إلى مصر، وعندما واجهه عبد الناصر بإنفاقه 7 ملايين جنيه استرليني لتنظيم انقلاب الانفصال في سوريا، فردّ عليه سعود بأن المبلغ المنفق كان 12 مليوناً وليس 7 ملايين.

## ما بعد الانفصال
أرسلت وفود ورسائل لقيام وحدة جديدة مع مصر ولكن على أسس علمية وعلى أساس الاحترام المتبادل والديمقراطية واحترام السوريين وإرجاع الضباط المبعدين ولكن عبد الناصر رفض الفكرة قائلا: «الوحدة التي ذهبت بانقلاب لا تعود بانقلاب».

## انقلابه التالي
قام في 28 آذار 1962، بانقلاب عسكري آخر، بقيادته الشخصية هذه المرة. وقام بحل البرلمان وإقالة حكومة معروف الدواليبي.

## إبعاده بانقلاب ثالث
قاد البعثيون انقلابا جديداً في 8 آذار 1963 أسفر عن تسلُّم حزب البعث للسلطة وإبعاد عبد الكريم النحلاوي وعدد من زملائه خارج البلاد، ثم سرَّحوه من الجيش. قاموا بعد ذلك بإحضار أمين الحافظ من المنفى حيث كان قد نفاه ناظم القدسي في كانون الأول من عام 1961 بعد الانفصال إلى الأرجنتين. أرادت اللجنة العسكرية أن تضع أمين الحافظ ليكون رجل الواجهة.

## حياته بعد 8 مارس 1963
غادر النحلاوي سوريا في يناير 1963 وبعد انقلاب 8 مارس 1963 سُرِّح من الجيش فاتجه إلى السعودية حيث عمل فيها محاسباً في إحدى الشركات التجارية في الرياض حتى تقاعد بسبب سنه.
كان عبد الكريم النحلاوي مستقيما في انضباطه المسلكي ومحافظا في سلوكه الاجتماعي ودمشقياً بامتياز. ومع أنه كان عسكرياً كان لا يحب أن تصل الأمور مهما وصلت إلى إهدار نقطة دم واحدة، وقد صرَّح بذلك عندما سئل لماذا لم يستمرَّ في مسيرته برغم استطاعته الثبات في مكانه؟ فأجاب: عندما تصل الأمور إلى مفترق طرق، وإحدى الطرق تؤدي إلى هدر نقطة دم واحدة يستحيل اختيار هذا الحل، وأن الجيش وُجد لحماية الشعوب ومحاربة أعدائها، والخلافات الحاصلة لا يمكن أن تؤديَ للعنف مهما وصلت، وكان متعاطفاً مع الإخوان المسلمين.

## وصلات خارجية
- برنامج شاهد على العصر العقيد أركان حرب عبد الكريم النحلاوي إنتاج قناة الجزيرة

المراجع برنامج شاهد على العصر مع العقيد أركان حرب عبد الكريم النحلاوي شاهد على العصر- عبد الكريم النحلاوي على يوتيوب